# رو گاوران
رو گاوران یک ستاره است که در صورت فلکی گاوران قرار دارد.